# Sydöstra Finlands valkrets

Sydöstra Finlands valkrets är en valkrets i Finland vid riksdagsval som omfattar Kymmenedalen, Södra Karelen och Södra Savolax.
Valkretsen har 15 mandat i riksdagen.

## Omfattning
Valkretsen bildades 2015 som en sammanslagning av Kymmene valkrets och Södra Savolax valkrets, då Finlands minsta valkrets efter Åland, och täcker således landskapen Kymmenedalen, Södra Karelen och Södra Savolax. Dess gränser förändrades något inför valet 2023, efter att Itis kommun överförts till Päijänne-Tavastland och därmed till Tavastlands valkrets, Jorois kommun till Norra Savolax och Savolax-Karelens valkrets samt Heinävesi kommun till Norra Karelen och Savolax-Karelens valkrets.

## Valresultat 2015-2023
| 4 | 1 | 4 | 5 | 3 |

| 10 | 7 |

| 5 | 2 | 4 | 3 | 3 |

| 9 | 8 |

| 4 | 1 | 4 | 2 | 4 |

| 8 | 7 |

## Riksdagsledamöter 2023-2027

### Finlands Socialdemokratiska Parti(4)
- Niina Malm
- Suna Kymäläinen
- Anna-Kristiina Mikkonen
- Paula Werning

### Sannfinländarna(4)
- Sheikki Laakso
- Juho Eerola
- Jaana Strandman
- Jani Mäkelä

### Samlingspartiet(4)
- Antti Häkkänen
- Ville Kaunisto
- Jukka Kopra
- Oskari Valtola

### Centern i Finland(2)
- Vesa Kallio
- Hanna Kosonen

### Gröna förbundet(1)
- Hanna Holopainen